# IC 4818
IC 4818 је спирална галаксија у сазвјежђу Телескоп која се налази на листи објеката дубоког неба у Индекс каталогу.
Деклинација објекта је - 55° 8' 10" а ректасцензија 19h 6m 2,9s. Привидна величина (магнитуда) објекта IC 4818 износи 14,5 а фотографска магнитуда 15,4. IC 4818 је још познат и под ознакама ESO 184-9, PGC 62766.